# Podu Cheii, Prahova
Podu Cheii (sau Podu Cheia) este un sat în comuna Brebu din județul Prahova, Muntenia, România. Își trage numele de la o strâmtoare în formă de cheie prin care trece râul Doftana.
În 2011, localitatea avea 186 de locuitori.